# Hemvärnets Musikkår Uppsala
Hemvärnets Musikkår Uppsala är en hemvärnsansluten militärmusikkår i Uppsala.

## Historik
Musikkåren grundades formellt den 1 juli 1975 med dåvarande hemvärnschefen Bertil Ericsson som drivande kraft. Till förste dirigent valdes Torsten Engrelius, musiklärare och tidigare klarinettist vid Upplands regementes musikkår och Flygvapnets musikkår i Uppsala. Första offentliga framträdandet skedde på militärmusikhistoriskt anrika Brunnspaviljongen i Geijersdalen, i samband med Hemvärnets dag i Uppsala den 21 september 1975.
Kåren deltog (tillsammans med 12 andra hemvärnsmusikkårer) vid kungabröllopet i Stockholm 1976. 1979 gick man första gången högvakt, året därpå tillsammans med Hemvärnets Musikkår Norrköping (76 musiker!). 1982 spelade kåren på Polacksbackens dag då en 350-årig epok i Upplands militärhistoria gick i graven.

## Organisation
Kåren består nu av ca 45 aktiva musiker av båda könen i åldrarna 20 till 70 år. Medlemmarna kommer från hela Uppland. Instrumentbesättningen är den symfoniska blåsorkesterns. Musik framför kåren i form av konserter, samlingsmusik, marschparader och ceremonimusik. De militära spelningarna utförs främst åt Ledningsregementet i Enköping, Luftstridsskolan i Uppsala, Hemvärnet i Uppland och vid högvaktsceremonier i Stockholm.

### Musikkårchefer
- Bertil Ericsson (1975 - 1982)
- Jim Olofsson (1982 - 1985)
- Gunnar Karlsson (1985 - 1994)
- Rolf Lanner (1995)
- Bo Sandberg (1996 - 2023)
- Tomas Toftgård (2023 - )

### Dirigenter
- Torsten Engrelius (1975 - 1992)
- Pähr-Allan Sandberg (1992 - 2000)
- Nils-Åke Nilsson (2000 - 2006)
- Niclas Blixt (2007 - 2017)
- Markus Jonsson (2017 - )

### Hemvärnstrumslagare
- Torsten Engrelius (1975 - 1986)
- Pähr-Allan Sandberg (1987 - 2004)
- Ulrika Lindgren (2005 - 2009)
- Björn Karlsson (2009 - 2018)
- Linnea Skoog (2018-)

## Trumkåren

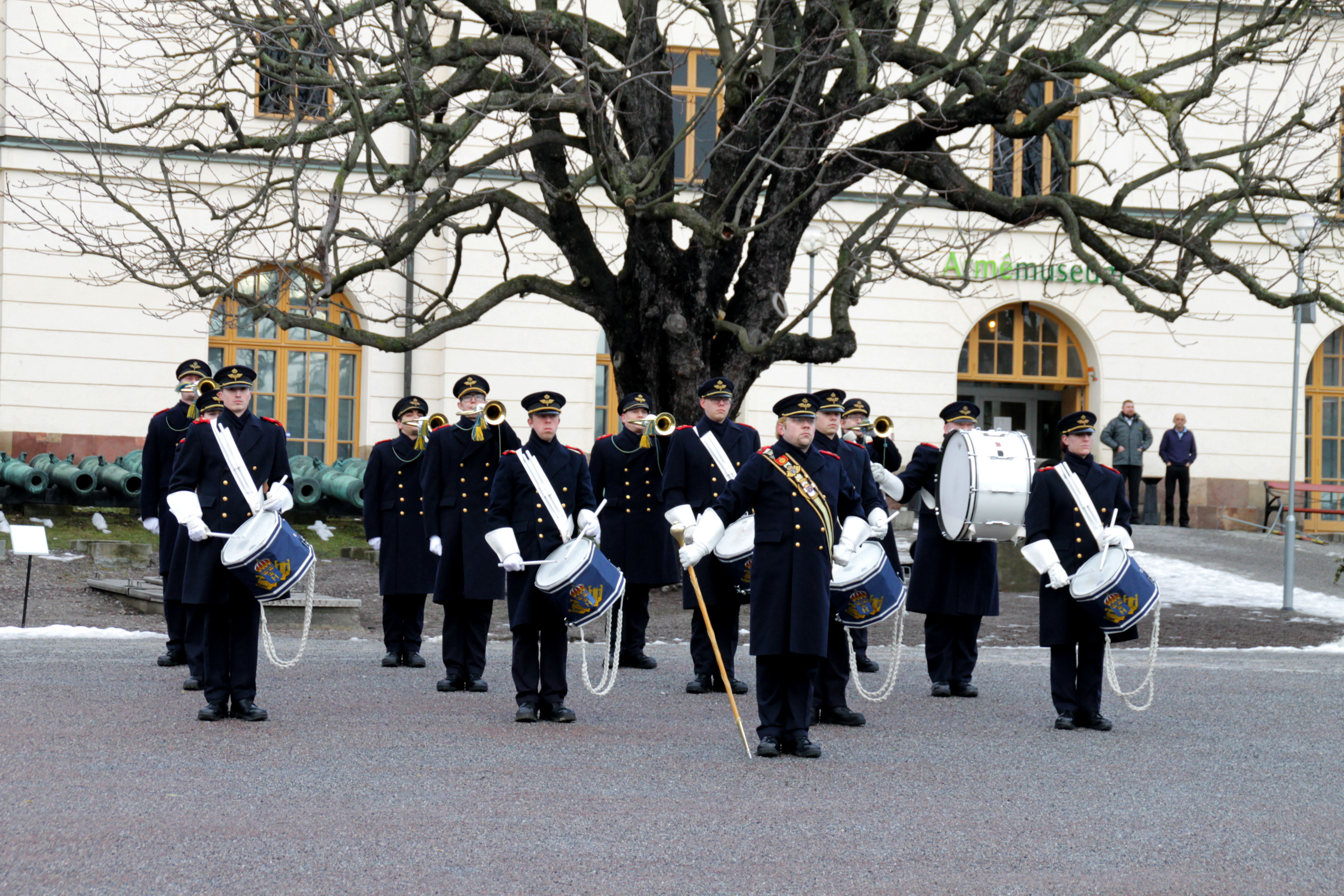
Trumkåren på Armémuseum under vintervaktparaden på nyårsdagen 1 januari 2013.

Trumkåren i Uppsala är en sektion ur Hemvärnets musikkår Uppsala. Huvuduppgiften är att, i samarbete med hemvärnsmusikkåren, bilda ett trumled längst fram vid marscherande spel. Trumkåren ska även kunna framträda självständigt vid ceremoniella tillfällen inom Försvarsmakten såsom soldaterinran och vid medaljceremonier.
I februari 2012 genomförde trumkåren som första hemvärnstrumkår vintervaktparad tillsammans med slagverkare och jägarhornister från Hemvärnets Musikkår Gävle. Trumkåren har sedan dess genomfört 8 vaktparader vid Kungl. Slottet i Stockholm.

## Diskografi[3]
- Hemvärnets musikkår Uppsala, Hemvärnets musikkår Uppsala, dirigent Nils-Åke Nilsson, (2006)
- För Hemvärnet 1940-2010, Hemvärnets musikkårer, dirigent Niclas Blixt, (2010)
- Hälsning till Uppsala, Hemvärnets musikkår Uppsala, dirigent Niclas Blixt, (2012)